# キサンテ大陸

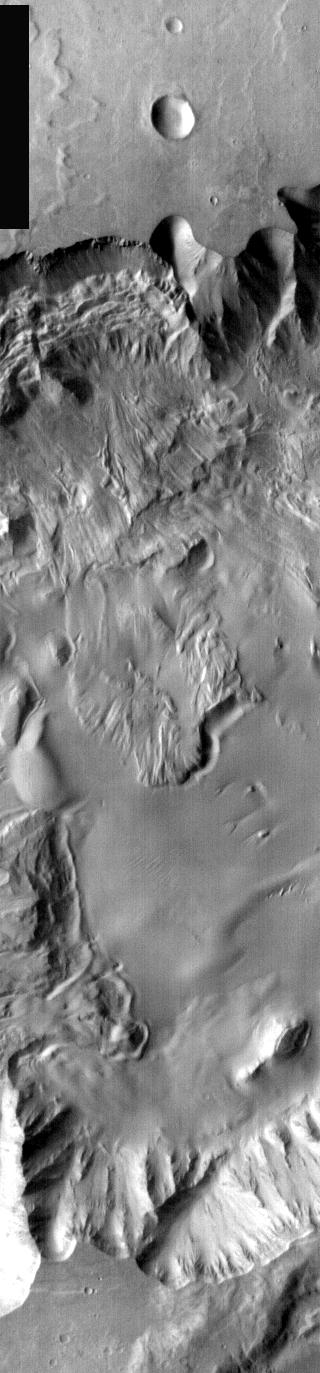
キサンテ大陸内の地すべり

キサンテ大陸(Xanthe Terra)は、火星赤道のすぐ上に中心がある火星上の広大な領域である。その座標は北緯3度、東経312度であり、直径は1867.65kmである。名前は、「黄金色の土地」という意味である。Lunae Palus quadrangle、Coprates quadrangle、Margaritifer Sinus quadrangle、Oxia Palus quadrangleにかけて広がる。
キサンテ大陸内に、ラービー渓谷、アロマトゥム・カオス、オフィル連鎖クレーター、ガンジス谷、ナネディ峡谷、シャルバタナ峡谷、オーソン・ウェルズクレーター、マッチクレーター、ダヴィンチクレーター等の地形が存在する。
マーズ・エクスプレス、マーズ・グローバル・サーベイヤー、マーズ・リコネッサンス・オービターにより、かつての川による谷やデルタ地形が明らかとなった。デルタ地形は、地球と同様に多くの薄い層からなっていた。キサンテ大陸の地形の特徴は、初期の火星において降水があった証拠と考えられている。

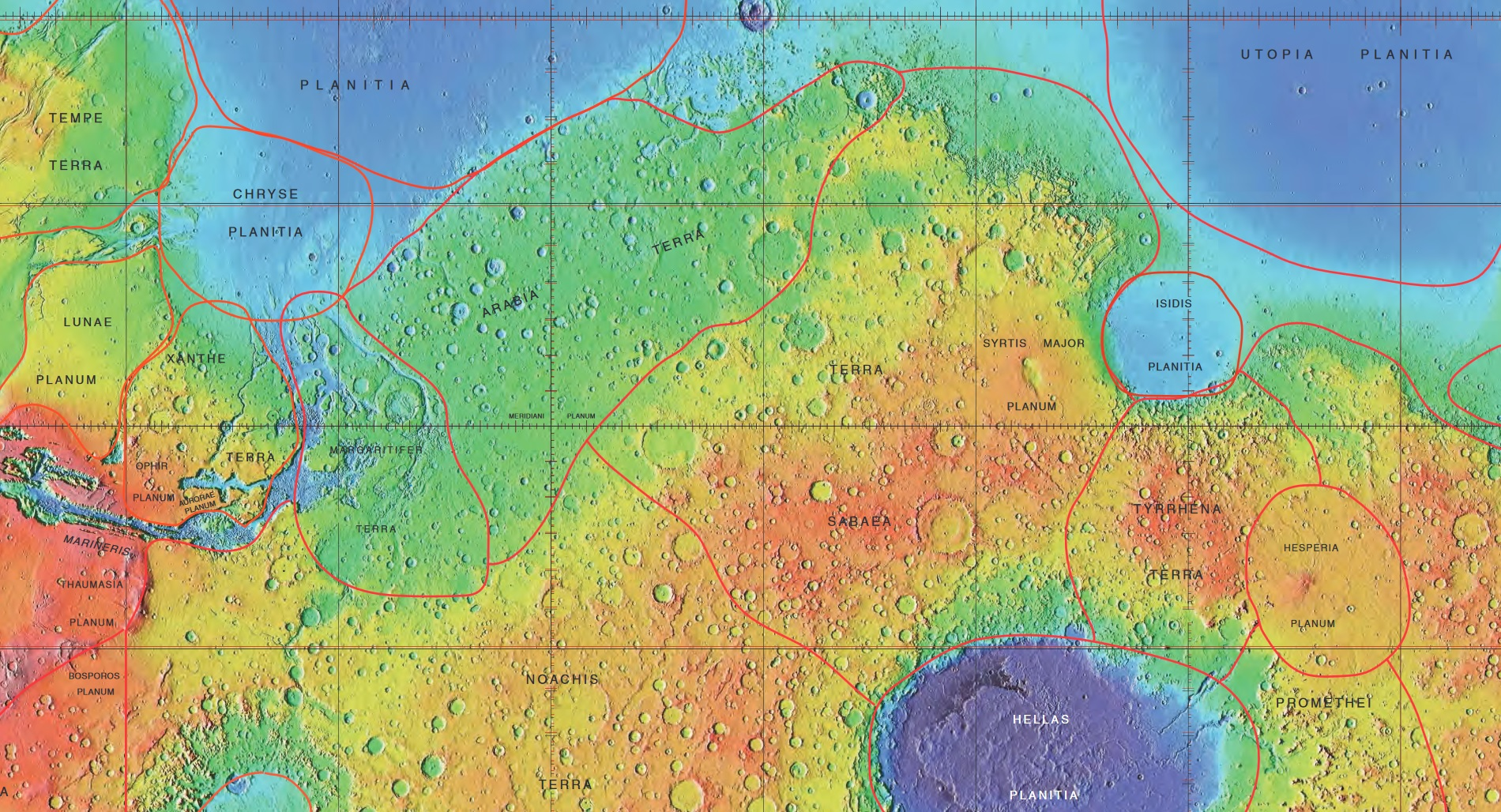
キサンテ大陸と他の地域の境目を示すMOLA地図
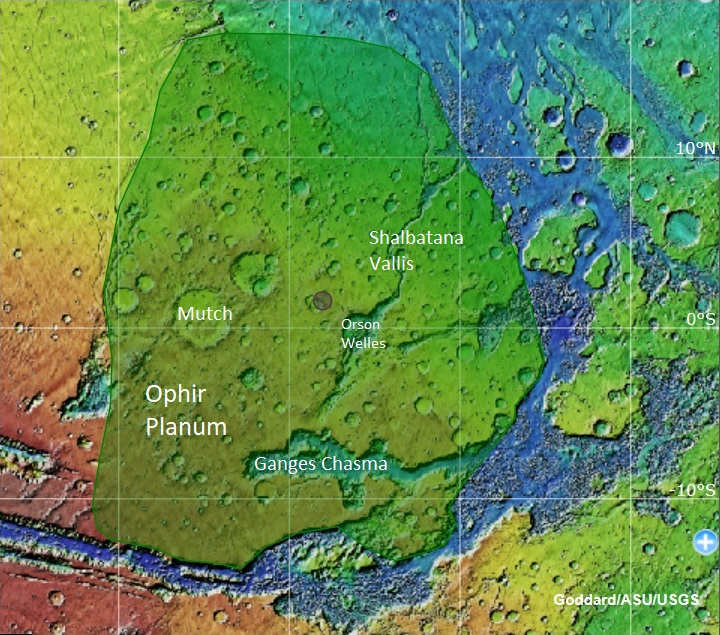
地形名の入ったキサンテ大陸の地図
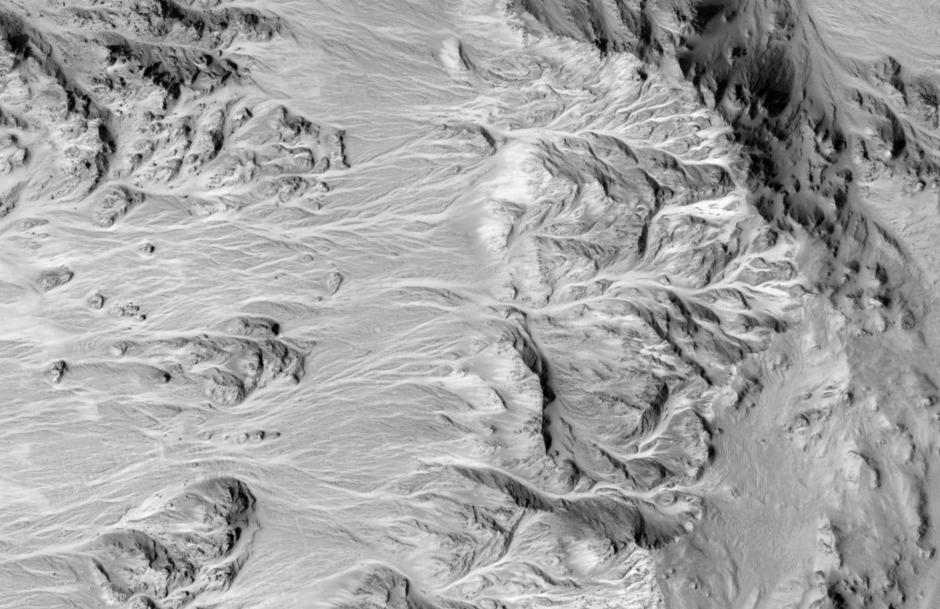
HiRISEで観測したモハベクレーターの扇状地。右側が高地で、枝分かれした水路のネットワークがクレーターの縁から低地に続いている